# Washington Bullets 1985-1986
La stagione 1985-86 dei Washington Bullets fu la 25ª nella NBA per la franchigia.
I Washington Bullets arrivarono terzi nella Atlantic Division della Eastern Conference con un record di 39-43. Nei play-off persero al primo turno con i Philadelphia 76ers (3-2).

## Roster
| N° | Naz.                   | Ruolo | Sportivo          | Anno | Alt. | Peso |
| -- | ---------------------- | ----- | ----------------- | ---- | ---- | ---- |
| 1  | Stati Uniti (bandiera) | G     | Gus Williams      | 1953 | 188  | 79   |
| 2  | Stati Uniti (bandiera) | G     | Perry Moss        | 1958 | 188  | 84   |
| 2  | Stati Uniti (bandiera) | G     | Ennis Whatley     | 1962 | 191  | 80   |
| 3  | Stati Uniti (bandiera) | GA    | Kevin McKenna     | 1959 | 196  | 88   |
| 4  | Stati Uniti (bandiera) | A     | Cliff Robinson    | 1960 | 206  | 100  |
| 5  | Stati Uniti (bandiera) | AC    | Dan Roundfield    | 1953 | 203  | 93   |
| 7  | Stati Uniti (bandiera) | A     | Claude Gregory    | 1958 | 203  | 93   |
| 10 | Sudan (bandiera)       | C     | Manute Bol        | 1962 | 229  | 91   |
| 15 | Stati Uniti (bandiera) | G     | Frank Johnson     | 1958 | 185  | 84   |
| 20 | Stati Uniti (bandiera) | GA    | Freeman Williams  | 1956 | 193  | 86   |
| 21 | Stati Uniti (bandiera) | A     | Kenny Green       | 1964 | 198  | 95   |
| 22 | Stati Uniti (bandiera) | GA    | Dudley Bradley    | 1957 | 198  | 88   |
| 23 | Stati Uniti (bandiera) | AC    | Charles Jones     | 1957 | 206  | 98   |
| 24 | Stati Uniti (bandiera) | G     | Jeff Malone       | 1961 | 193  | 93   |
| 25 | Stati Uniti (bandiera) | GA    | Darren Daye       | 1960 | 203  | 100  |
| 31 | Stati Uniti (bandiera) | AC    | George L. Johnson | 1956 | 201  | 95   |
| 32 | Stati Uniti (bandiera) | G     | Leon Wood         | 1962 | 191  | 84   |
| 43 | Stati Uniti (bandiera) | AC    | Jeff Ruland       | 1958 | 208  | 109  |
| 54 | Stati Uniti (bandiera) | AC    | Tom McMillen      | 1952 | 211  | 98   |

## Staff tecnico
- Allenatori: Gene Shue (32-37) (fino al 19 marzo)[1], Kevin Loughery (7-6)
- Vice-allenatori: Fred Carter, Don Moran